# Type O Negative

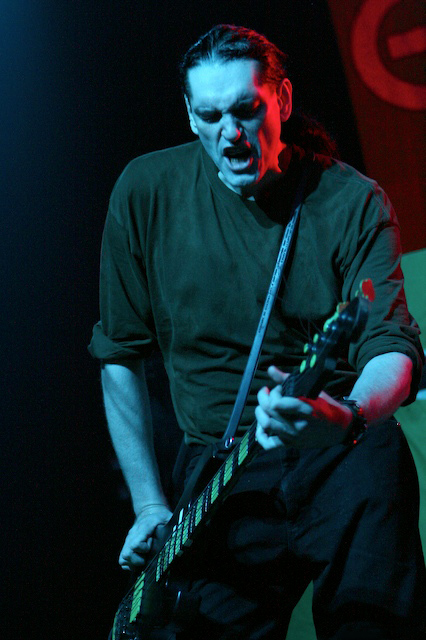
Peter Steele (1962-2010)

Type O Negative va ser un grup de Brooklyn, Nova York, format el 1989. És conegut com un dels primers grups nord-americans a fer metal gòtic / doom metal, amb un so caracteritzat per guitarres i baixos distorsionats, riffs greus, teclat i sintetitzador, més la veu de Peter Steele, cantant, baixista i líder.
La banda va mostrar una gran varietat d'influències musicals, essent també coneguda pel seu sentit de l'humor negre i autocrític, tot i les lletres dramàtiques que emfatitzen en temes com sexe, romanç, depressió i mort. La seva popularitat va créixer el 1993 amb l'àlbum Bloody Kisses, el qual conté hits underground provocadors com «Christian Woman» i «Black No. 1». El seu treball més recent és Dead Again, de l'any 2007. La banda es va separar després de la mort, a causa d'una insuficiència cardíaca provocada per un aneurisma aòrtic, de Steele el 2010 ja que, segons els altres membres, no tenia sentit continuar sense ell.

## Discografia

### Àlbums d'estudi
- Slow, Deep and Hard (1991)
- The Origin of the Feces (1992)
- Bloody Kisses (1993)
- October Rust (1996)
- World Coming Down (1999)
- Life Is Killing Me (2003)
- Dead Again (2007)

### Àlbums recopilatoris
- Least Worst Of (2000)
- The Best of Type O Negative (2006)
- Type O Negative (caixa de 6 LP dobles, 2011)
- The Complete Roadrunner Collection 1991-2003 (caixa de 6 CD, 2013)